# 皇家學會島
皇家學會島是俄羅斯的島嶼，屬於法蘭士約瑟夫地群島的一部分，由阿爾漢格爾斯克州負責管轄，位於胡克島東北5.5公里的北冰洋，長5.5公里、寬2公里，最高點海拔高度204米，該島以世界上歷史最悠久的科學學會皇家學會命名。